# Julije Saturnin
Julije Saturnin (lat. Iulius Saturninus) bio je uzurpator 280. godine.
Podrijetlom Gal, u početku je Saturnin bio upravitelj Sirije i dobar prijatelj cara Proba. 
Nakon što je Prob napustio Siriju, kako bi iz Galije istjerao Germane, 280. godine vojnici u Aleksandriji samovoljno proglašavaju Saturnina carem. On odbija carsku titulu i bježi iz Aleksandrije, ali mijenja mišljenje u Palestini, gdje se proglašava carem. Prob ne uspijeva reagirati na tu prijetnju jer su Saturnina već bili ubili njegovi vlastiti vojnici.